# Saint-Agnan (Aisne)
Pour les articles homonymes, voir Saint-Agnan.
Saint-Agnan est une commune déléguée de Vallées en Champagne et une ancienne commune française, située dans le département de l'Aisne en région Hauts-de-France.
L'ancienne commune, à la suite d'une décision du conseil municipal et par arrêté préfectoral du 23 novembre 2015, est devenue une commune déléguée de la nouvelle commune des Vallées en Champagne, depuis le 1er janvier 2016.

## Géographie
Saint-Agnan est située au sud-est du département de l'Aisne, à vol d'oiseau à 61 km au sud de la préfecture de Laon, et à 14,4 km à l'est de la sous-préfecture de Château-Thierry. Elle se trouve à 3,9 km de Baulne-en-Brie, chef-lieu de la commune de Vallées-en-Champagne. 
Avant la création de la commune nouvelle de Vallées-en-Champagne, le 1er janvier 2016, Saint-Agnan était limitrophe du département de la Marne et de 6 communes, Celles-lès-Condé (2 km), La Chapelle-Monthodon (3 km), Monthurel (3,6 km), Courthiézy (3,6 km), Baulne-en-Brie (3,9 km) et Reuilly-Sauvigny (5 km).
| Reuilly-Sauvigny | Courthiézy (Marne)                                 |                                                              |
| Monthurel        | Saint-Agnan (Cne deléguée de Vallées en Champagne) | La Chapelle-Monthodon (Cne deléguée de Vallées en Champagne) |
| Celles-lès-Condé |                                                    | Baulne-en-Brie (Cne deléguée de Vallées en Champagne)        |

## Toponymie
Le nom de la localité est attesté sous les formes Sanctus Anianus (1110) ; Sainct-Anien (1602) ; Sainct-Agnian (1605).

Durant la Révolution, la commune porte le nom de Montagnan.
Saint-Agnan est un hagiotoponyme faisant référence à Aignan d'Orléans, l'église lui est dédiée.

## Histoire
Saint-Agnan fut un autel donné à l'abbaye Saint-Jean-des-Vignes de Soissons par Hugues de Château-Thierry en 1076. Le dernier seigneur fut le comte de La Tour du Pin.
Saint-Agnan était situé sur le passage des Poilus pendant la Première Guerre mondiale : un panorama et le plan des batailles sont à voir sur la route de Courthiezy.

## Politique et administration

### Liste des maires
| Période                                  | Période       | Identité         | Étiquette | Qualité           |
| ---------------------------------------- | ------------- | ---------------- | --------- | ----------------- |
| Les données manquantes sont à compléter. |               |                  |           |                   |
| 1893                                     | 1900          | Auguste Antoine  |           |                   |
| 1900                                     | 1903          | Jules Moreau     |           |                   |
| 1904                                     | 1919          | Auguste Antoine  |           |                   |
| 1919                                     | 1930          | Arthur Dagonet   |           |                   |
| 1930                                     | 1936          | Alfred Roger     |           |                   |
| 1936                                     | 1946          | Arthur Dagonet   |           |                   |
| 1946                                     | 1956          | Blanche Guillet. |           |                   |
| 1957                                     | 1995          | Raymond Antoine  |           | Agriculteur.      |
| 1995                                     | 2014          | Daniel Antoine   |           |                   |
| 2014                                     | Décembre 2015 | Claude Picart    | SE        | Retraité agricole |

### Liste des maires délégués
| Période                                  | Période  | Identité      | Étiquette | Qualité           |
| ---------------------------------------- | -------- | ------------- | --------- | ----------------- |
| 4 janvier 2016                           | En cours | Claude Picart | SE        | Retraité agricole |
| Les données manquantes sont à compléter. |          |               |           |                   |

## Démographie
L'évolution du nombre d'habitants est connue à travers les recensements de la population effectués dans la commune depuis 1793. Pour les communes de moins de 10 000 habitants, une enquête de recensement portant sur toute la population est réalisée tous les cinq ans, les populations de référence des années intermédiaires étant quant à elles estimées par interpolation ou extrapolation. Pour la commune, le premier recensement exhaustif entrant dans le cadre du nouveau dispositif a été réalisé en 2008.

En 2022, la commune comptait 94 habitants, en évolution de −8,74 % par rapport à 2016 (Aisne : −1,97 %, France hors Mayotte : +2,11 %).
| 1793 | 1800 | 1806 | 1821 | 1831 | 1836 | 1841 | 1846 | 1851 |
| ---- | ---- | ---- | ---- | ---- | ---- | ---- | ---- | ---- |
| 225  | 279  | 287  | 323  | 364  | 327  | 328  | 319  | 339  |

| 1856 | 1861 | 1866 | 1872 | 1876 | 1881 | 1886 | 1891 | 1896 |
| ---- | ---- | ---- | ---- | ---- | ---- | ---- | ---- | ---- |
| 319  | 289  | 284  | 265  | 248  | 240  | 235  | 232  | 182  |

| 1901 | 1906 | 1911 | 1921 | 1926 | 1931 | 1936 | 1946 | 1954 |
| ---- | ---- | ---- | ---- | ---- | ---- | ---- | ---- | ---- |
| 208  | 194  | 175  | 109  | 125  | 122  | 124  | 127  | 124  |

| 1962 | 1968 | 1975 | 1982 | 1990 | 1999 | 2006 | 2008 | 2013 |
| ---- | ---- | ---- | ---- | ---- | ---- | ---- | ---- | ---- |
| 113  | 77   | 61   | 90   | 102  | 106  | 108  | 108  | 108  |

| 2018 | 2022 | - | - | - | - | - | - | - |
| ---- | ---- | - | - | - | - | - | - | - |
| 104  | 94   | - | - | - | - | - | - | - |

## Galerie

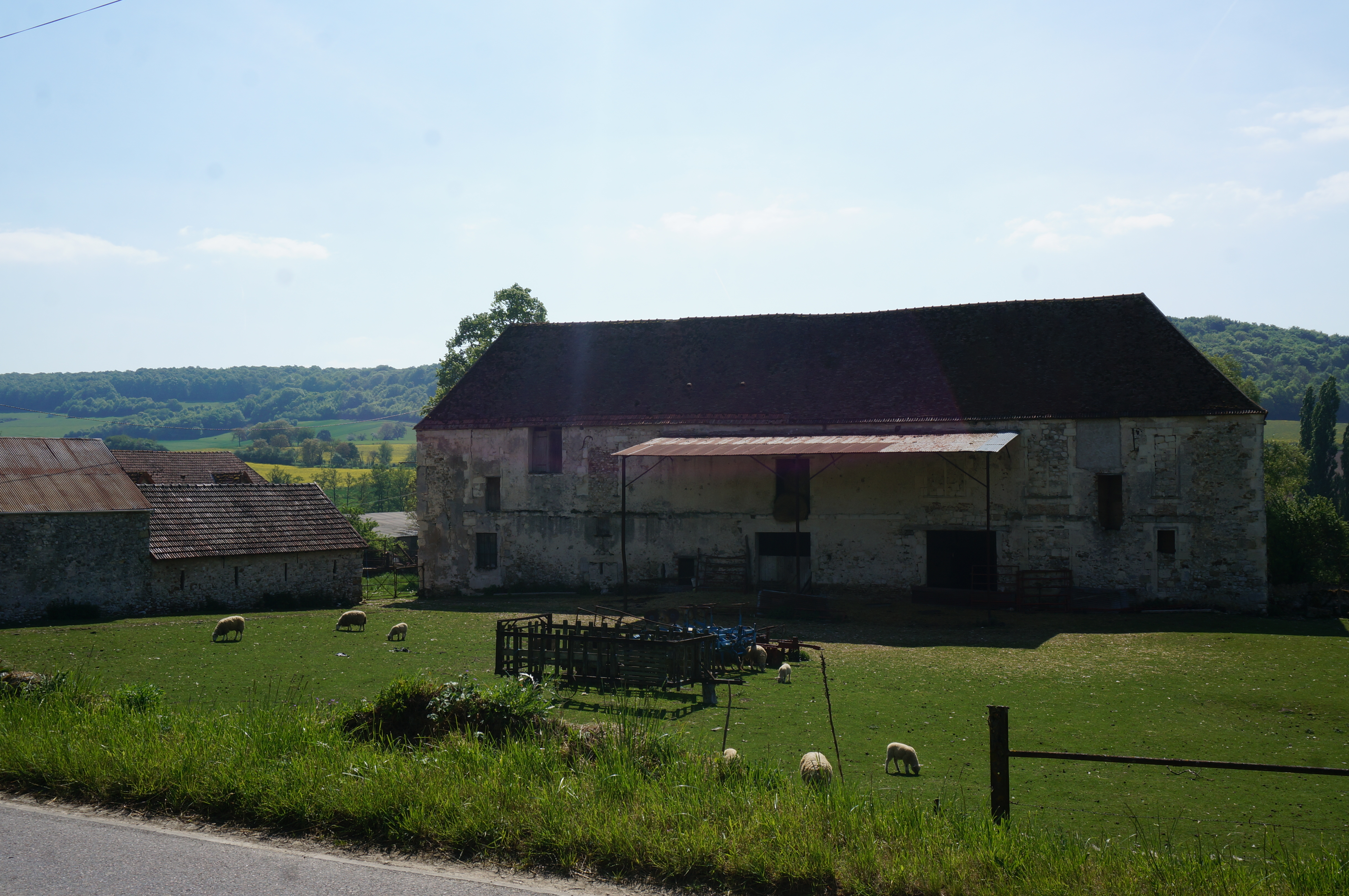
Ancien bâtiments du château converti en ferme.
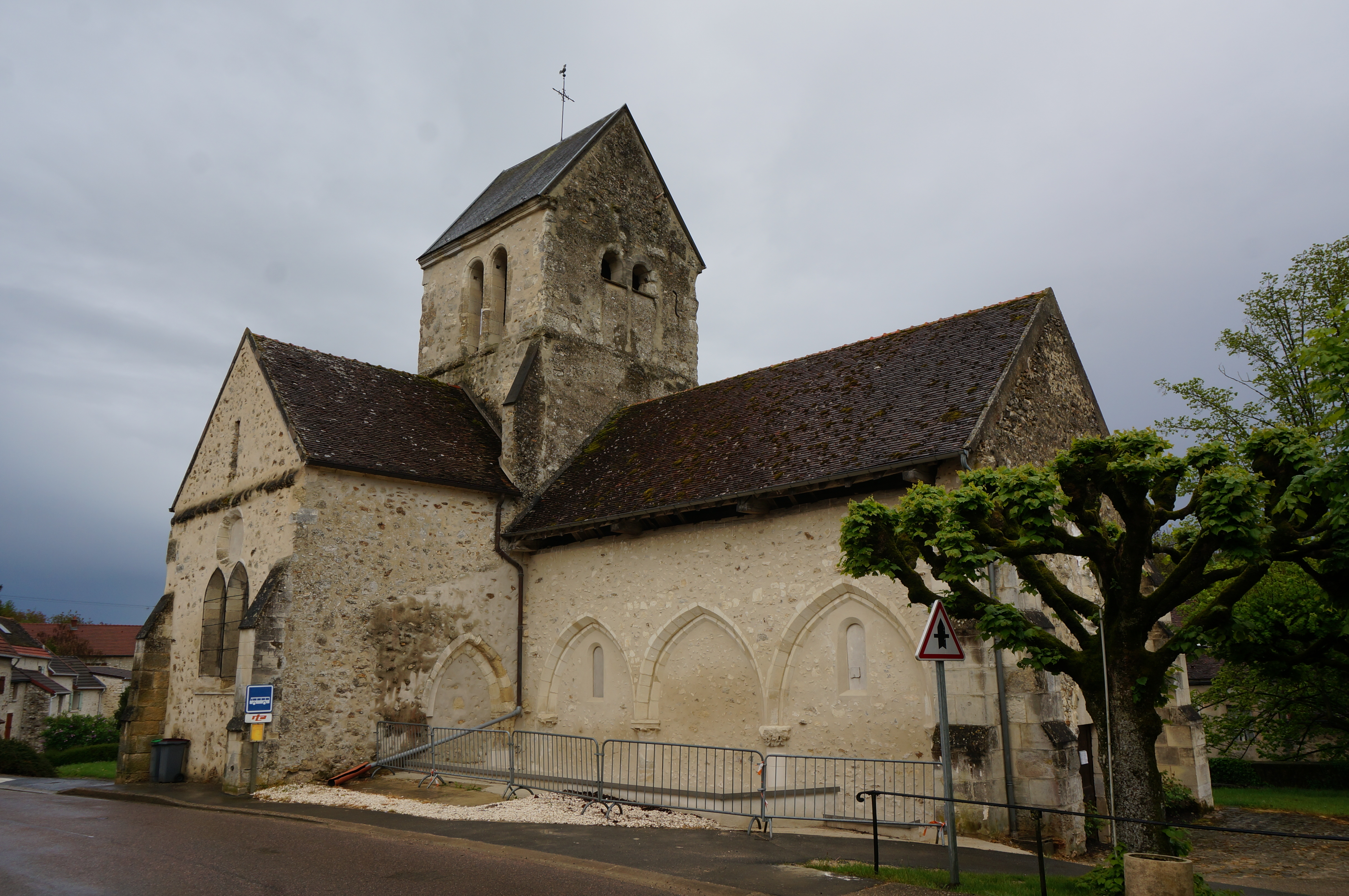
L'église avec les arches sur le bas côté perdu.
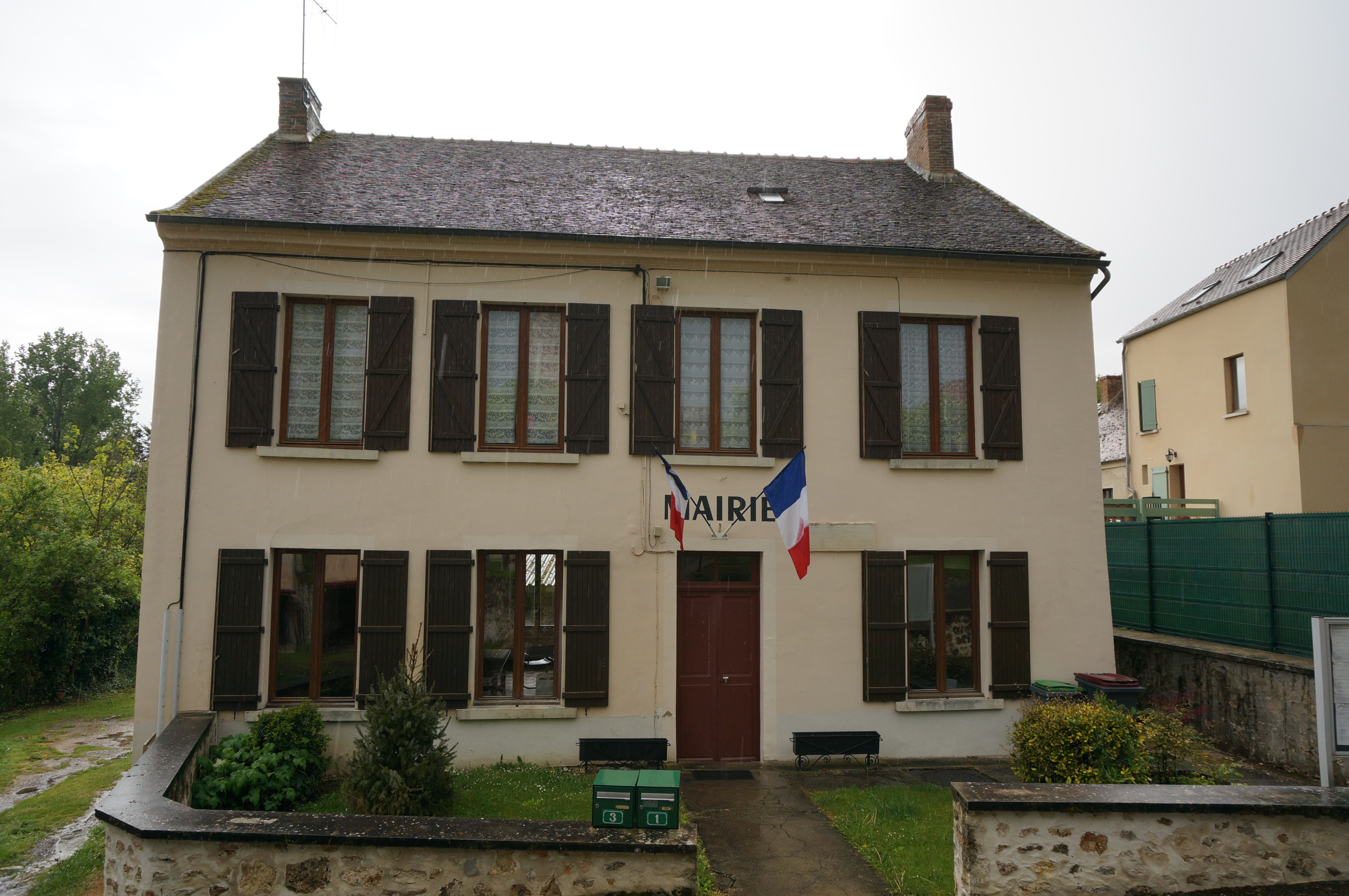
La Mairie déléguée.

## Lieux et monuments
La commune est située sur le passage des Poilus pendant la Première Guerre mondiale.
- Nombreux chemins de randonnée, dont celui des Poilus (GR14).
- Point de vue sur les coteaux depuis la route de Courthiézy, un panneau y décrit la position des troupes en présence lors de la Grande Guerre.
- L'église Saint-Agnan est classée monument historique.